# Marcus Neuert

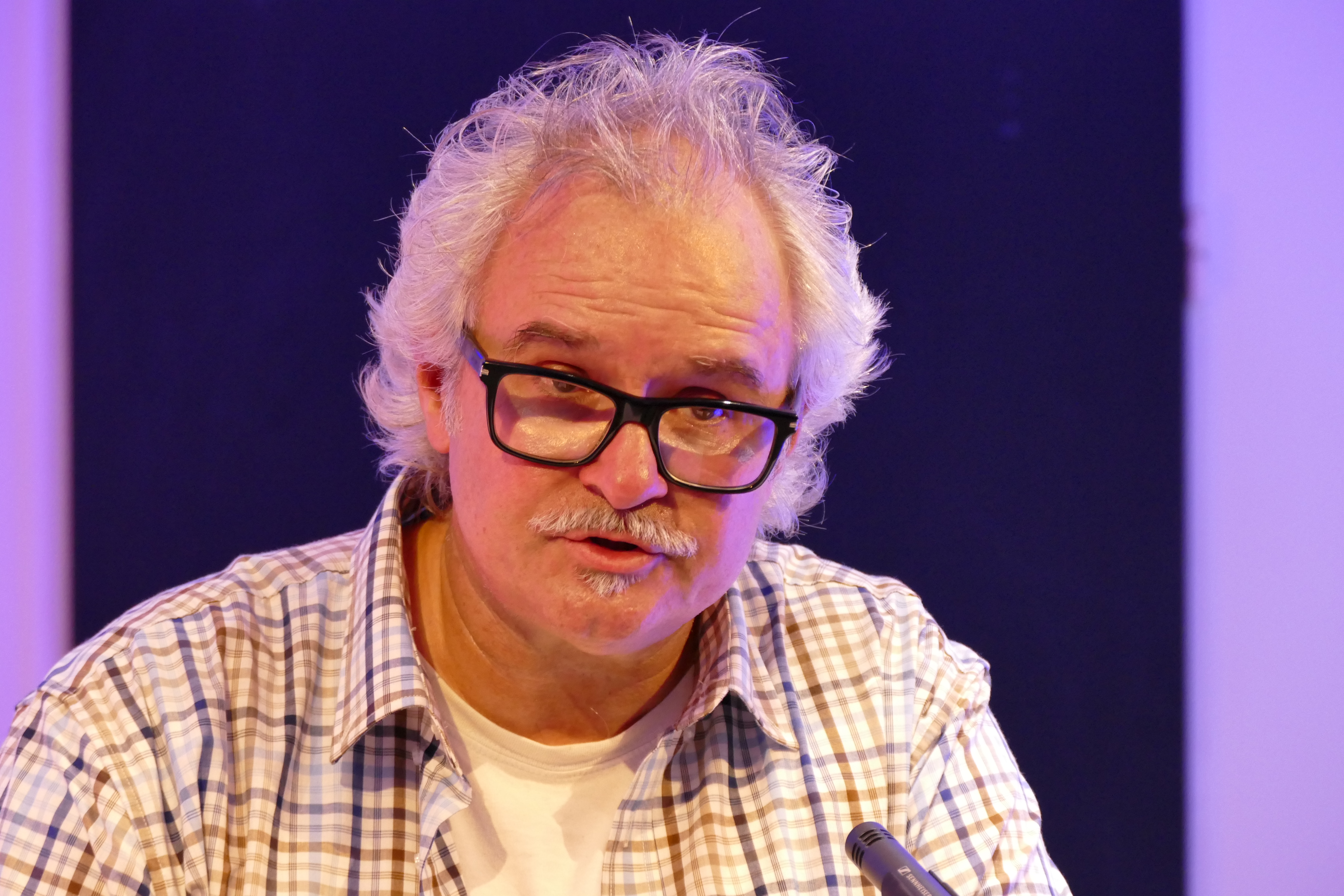
Marcus Neuert bei einer Lesung im Literaturhaus Dortmund 2022

Marcus Neuert (* 22. Januar 1963 in Frankfurt am Main) ist ein deutscher Lyriker, Schriftsteller und Musiker.

## Leben
Marcus Neuert wuchs als Sohn eines Journalisten und Musikwissenschaftlers und der Malerin und Grafikerin Gi Neuert in Offenbach am Main und Stuttgart auf. Ab 1977 spielte er Gitarre, ab 1979 entstanden erste Gedichte und Kurzgeschichten, ab 1980 erste Versuche im Reisejournalismus. Nach dem Abitur 1982 am Geschwister-Scholl-Gymnasium Stuttgart-Sillenbuch absolvierte er eine Ausbildung zum Reiseverkehrskaufmann. Neben seiner Erwerbsarbeit in der Reisebranche spielte er in diversen Formationen der Jazz-, Rock- und Weltmusik-Szene Baden-Württembergs als Gitarrist und Bassist. Ab 2001 wandte er sich verstärkt der Literatur zu; es folgten Lesungen und interdisziplinäre Projekte mit Musikern und bildenden Künstlern.
In Anthologien, Literaturzeitschriften und im Internet hatte Marcus Neuert seither zahlreiche Veröffentlichungen, dazu kamen mehrere Einzelpublikationen; Neuert schreibt daneben auch Rezensionen, v. a. für literarische Internetportale wie Fixpoetry oder literaturkritik.de. Seit 2013 ist er Mitglied der in Minden ansässigen Europäischen Autorenvereinigung Die Kogge e. V., seit 2015 im Präsidium und seit 2018 Vizepräsident der KOGGE. Von 2016 bis 2022 absolvierte er ein Studium der Kulturwissenschaften an der Fernuniversität in Hagen. Seit 2016 arbeitet er als freier Schriftsteller.
Er lebt in Minden / Westfalen und Coswig bei Dresden.

## Einzelveröffentlichungen (Auswahl)
- Windparkaktionäre. Gedichte. Verlag Videel, Niebüll 2003 (Reprint bei BoD Norderstedt 2005).
- Abendlandkonserve. Gedichte. Verlag Videel, Niebüll 2005 (Reprint bei BoD Norderstedt 2005).
- nördliches Fenster. Gedichte und kleine Prosa. Münster 2009.
- Moornovelle. Edition Klotho im Free Pen Verlag, Bonn 2012.[6]
- Irrfahrtenbuch. Gedichte und kleine Prosa. Free Pen Verlag, Bonn 2015.[7]
- Imaginauten. Ein Morbidarium in 21 Erzählungen. Free Pen Verlag, Bonn 2018.[8]
- fischmaeuler. schaumrelief. anagrammatische miniaturen. edition offenes feld, Dortmund 2021[9], ISBN 978-3-7543-1773-0

## Ehrungen (Auswahl)
- Preis bei PostPoetry NRW 2014[10] sowie 2022[11]
- Gautinger Literaturpreis 2017[12]
- Ulrich-Grasnick-Lyrikpreis 2017[13]
- 3. Preis der Südtiroler Landesregierung beim Lyrikpreis Meran 2021[14]